# 横井俊之
横井 俊之（よこい としゆき、1897年（明治30年）3月11日 - 1969年（昭和44年）12月23日）は、日本の海軍軍人。最終階級は海軍少将。

## 経歴
愛知県出身。陸軍軍医監・横井俊蔵の三男として生まれる。愛知一中を経て、1918年11月、海軍兵学校（46期）を卒業し、翌年8月、海軍少尉任官。1922年12月、霞ヶ浦海軍航空隊航空術学生を卒業。1924年12月、霞ヶ浦航空隊分隊長となり、横須賀海軍航空隊付、「加古」「能登呂」の各乗組などを経て、1930年11月、海軍大学校（甲種28期）を卒業した。
以後、第2艦隊参謀、横須賀航空隊教官、同飛行隊長、連合艦隊参謀などを歴任し、1935年11月、海軍航空本部教育部員に就任。第3艦隊参謀、支那方面艦隊参謀、第1航空戦隊参謀、横須賀航空隊飛行長、海大教官、第十四航空隊司令などを歴任し、1940年11月、海軍大佐に進級。
太平洋戦争を横浜海軍航空隊司令として迎えた。その後、横須賀航空隊副長、「飛鷹」艦長、呉鎮守府付、第25航空戦隊司令官、第5航空艦隊参謀長などを経て、1945年5月、海軍少将に進級。同年10月、予備役に編入された。
1947年（昭和22年）11月28日、公職追放仮指定を受けた。

## 栄典
- 1919年（大正8年）9月10日 - 正八位[2]